# Amtsgericht Neustadt-Magdeburg
Das Amtsgericht Neustadt-Magdeburg war ein Amtsgericht in Neustadt-Magdeburg.

## Geschichte
Von 1849 bis 1879 bestand das Stadt- und Kreisgericht Magdeburg im Sprengel des Appellationsgerichtes Magdeburg. Im Rahmen der Reichsjustizgesetze wurden 1879 reichsweit einheitlich Oberlandes-, Land- und Amtsgerichte gebildet. Das königlich preußische Amtsgericht Neustadt-Magdeburg wurde mit Wirkung zum 1. Oktober 1879 als eines von 18 Amtsgerichten im Bezirk des Landgerichtes Magdeburg im Bezirk des Oberlandesgerichtes Naumburg gebildet. Der Sitz des Gerichtes war die Stadt Neustadt-Magdeburg. Sein Gerichtsbezirk umfasste aus dem Stadtkreis Magdeburg den Stadtbezirk Neustadt-Magdeburg und aus dem Landkreis Wolmirstedt die Amtsbezirke Groß Ammensleben, Klein Ammensleben, Barleben, Dahlenwarsleben, Ebendorf, Gutenswegen, Hermsdorf, Hohenwarsleben, Meitzendorf, Olvenstedt und Rothensee. Am Gericht bestanden 1880 vier Richterstellen. Das Amtsgericht war damit ein größeres Amtsgericht im Landgerichtsbezirk.
Zum 31. März 1886 wurden das Gericht mit dem Gesetz, die Aufhebung des Amtsgerichtes Neustadt-Magdeburg betreffend, vom 10. März 1886 aufgehoben und sein Sprengel dem Amtsgericht Magdeburg zugeordnet.

## Gebäude

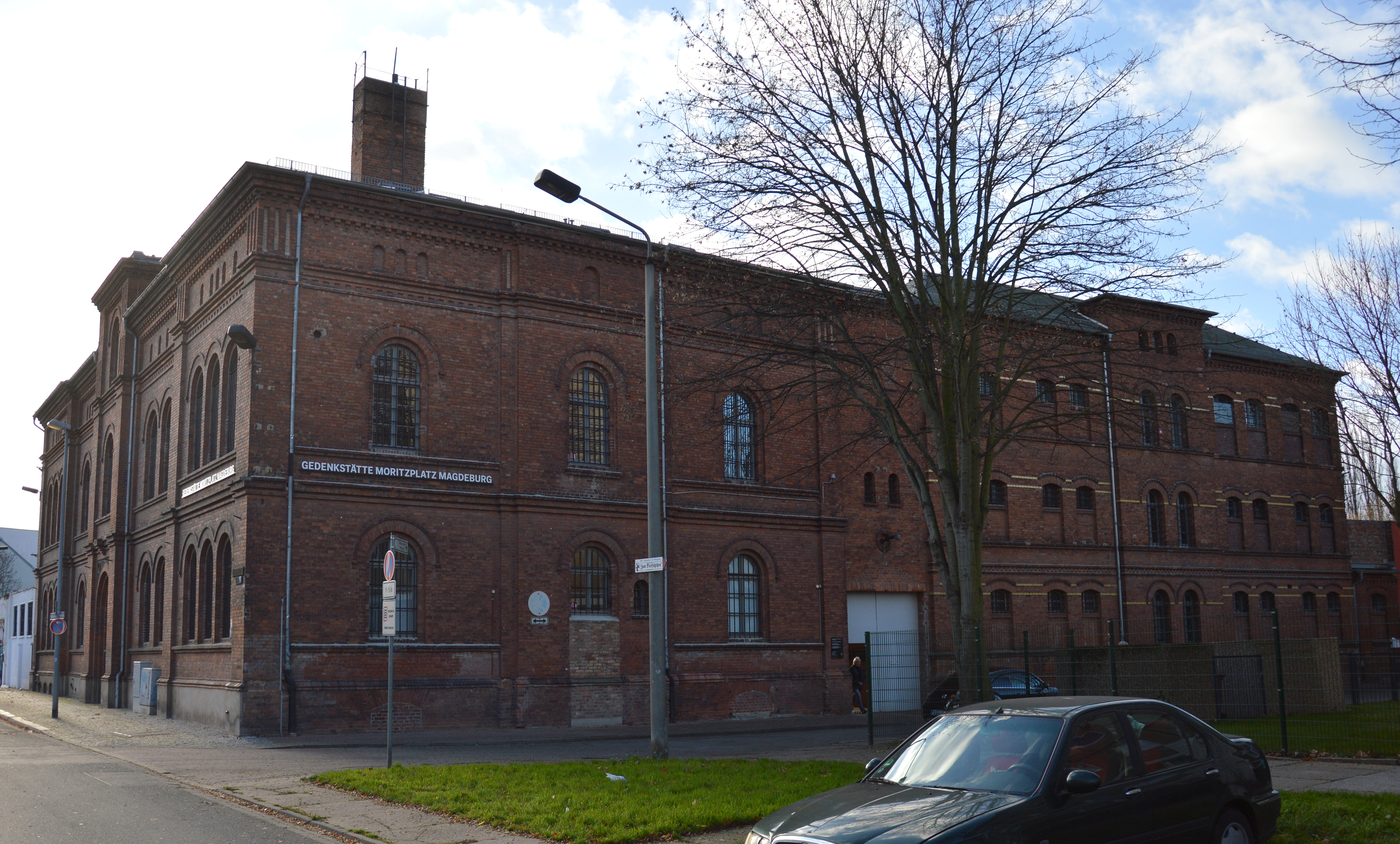
Amtsgericht bis 1886, heute Gedenkstätte, Blick von Norden (2015)

Für das ehemalige Gerichtsgebäude und Gerichtsgefängnis siehe Gedenkstätte Moritzplatz Magdeburg#Architektur und Geschichte des Gebäudes